# Christian Noël
Christian Noël (Agen, 13 maart 1945) is een Frans schermer.
Tijdens zijn olympische debuut in Tokio won Noël de bronzen medaille met het Franse team.
Noël won met het floretteam in 1968 olympisch goud. In 1972 won Noël zowel individueel als met het team olympisch brons. Bij zijn laatste spelen won Noël de bronzen medaille met het team. In 1973 en 1975 werd Noël wereldkampioen individueel en in 1971 en 1975 met het team.

## Resultaten

### Olympische Zomerspelen
| Jaar | Plaats      | Resultaten            |
| ---- | ----------- | --------------------- |
| 1964 | Tokio       | floret team           |
| 1968 | Mexico-stad | floret team 4e floret |
| 1972 | München     | floret team floret    |
| 1976 | Montreal    | floret team 7e floret |

### Wereldkampioenschappen schermen
| Jaar | Plaats    | Resultaten           |
| ---- | --------- | -------------------- |
| 1965 | Parijs    | floret team          |
| 1971 | Wenen     | floret team          |
| 1973 | Göteborg  | floret               |
| 1974 | Grenoble  | floret team          |
| 1975 | Boedapest | florel · floret team |

1904: Fonst, Díaz, Van Zo Post ·
1920: Baldi, Costantino, A. Nadi, N. Nadi, Olivier, Puliti, Speciale, Terlizzi ·
1924: Cattiau, Coutrot, de Luget, Ducret, Gaudin, Jobier, Labatut, Perotaux ·
1928: Chiavacci, Gaudini, Guaragna, Pessina, Pignotti, Puliti ·
1932: Bondoux, Bougnol, Cattiau, Gardère, Lemoine, Piot ·
1936: Bocchino, Di Rosa, Gaudini, Guaragna, Marzi, Verratti ·
1948: Bonin, Bougnol, de Buhan, Lataste, d'Oriola, Rommel ·
1952: de Buhan, Lataste, Netter, Noël, d'Oriola, Rommel ·
1956: Bergamini, Carpaneda, Di Rosa, Lucarelli, Mangiarotti, Spallino ·
1960: Midler, Roedov, Sissikin, Svesjnikov, Zjdanovitsj ·
1964: Midler, Sissikin, Sjarov, Svesjnikov, Zjdanovitsj ·
1968: Berolatti, Dimont, Magnan, Noël, Revenu ·
1972: Dąbrowski, Godel, Kaczmarek, Koziejowski, Woyda ·
1976: Bach, Behr, Hein, Reichert, Sens-Gorius ·
1980: Bonin, Boscherie, Flament, Jolyot, Pietruszka ·
1984: Borella, Cerioni, Cipressa, Numa, Scuri ·
1988: Aptsiaoeri, Ibragimov, Koretsky, Mamedov, Romankov ·
1992: Koch, Schreck, Wagner, Weidner, Weißenborn ·
1996: Mamedov, Pavlovitsj, Sjevtsjenko ·
2000: Ferrari, Guyart, Lhotellier, Plumenail ·
2004: Cassarà, Sanzo, Vanni, Zennaro ·
2012: Valerio Aspromonte, Avola, Baldini, Cassarà ·
2016: Achmatchoezin, Safin, Tsjeremisinov ·
2020: Le Péchoux, Lefort, Mertine, Pauty ·
2024: Iimura, Matsuyama, Shikine, Nagano